# Banks (Sängerin)

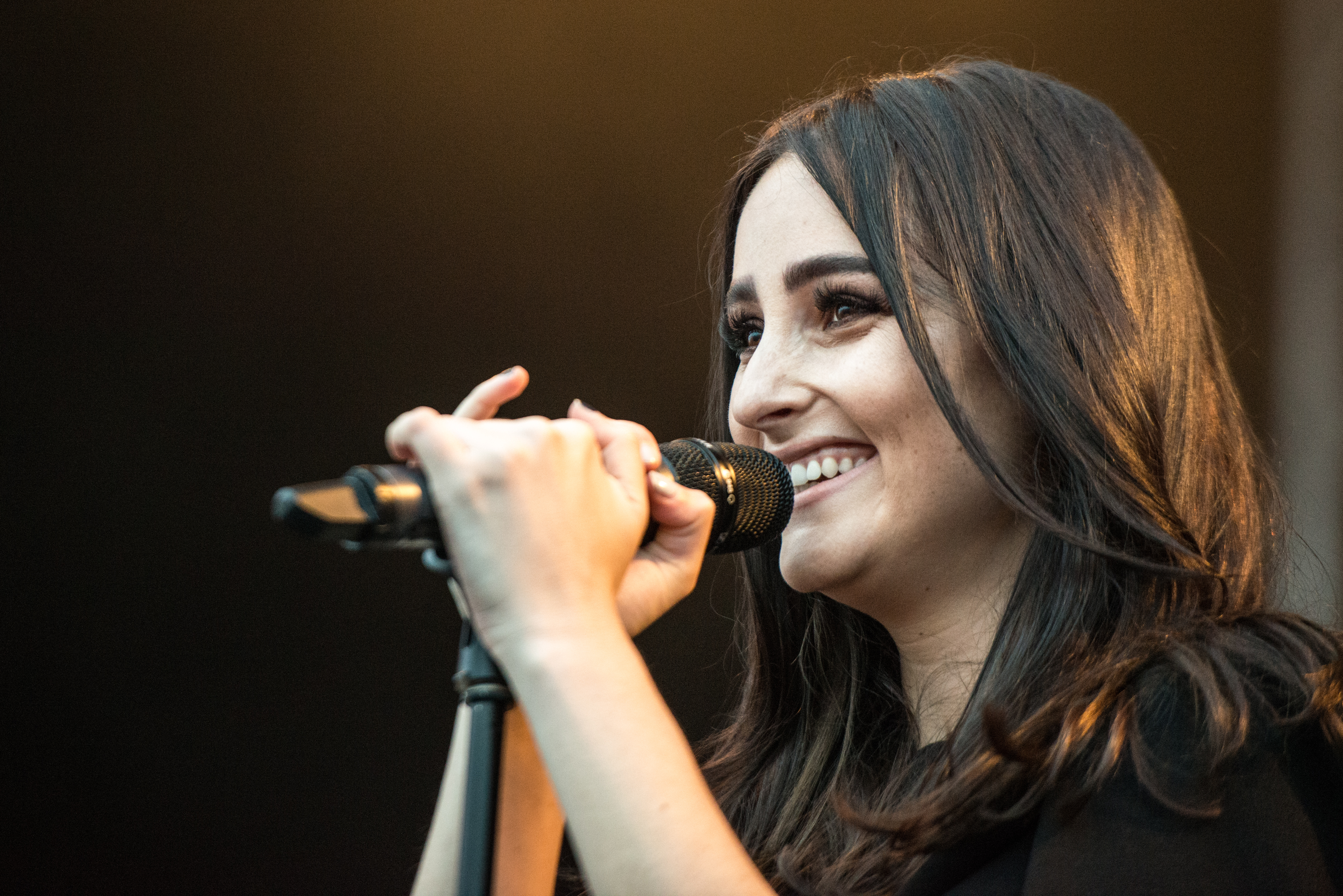
Banks (2014)

Banks (* 16. Juni 1988 in Orange County, Kalifornien als Jillian Rose Banks) ist eine US-amerikanische Sängerin und Songwriterin aus Los Angeles.

## Karriere

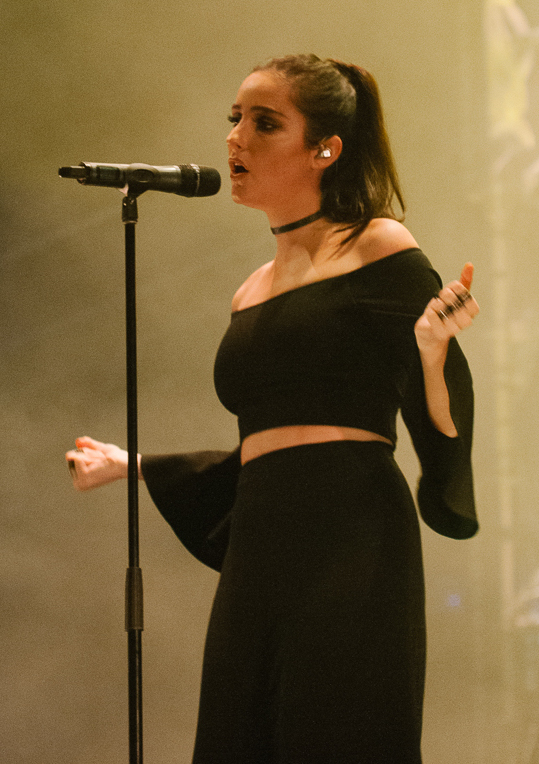
Banks (2015)

Aufgewachsen ist Jillian Banks in Los Angeles im Stadtteil Tarzana. Als Teenager brachte sie sich selbst auf einem geschenkten Spielzeuginstrument Klavierspielen bei. Dazu schrieb sie eigene Lieder, um ihre persönlichen Erlebnisse, zuerst vor allem die Scheidung ihrer Eltern, zu verarbeiten. 
Anfang 2013 veröffentlichte sie das Lied Before I Ever Met You im Internet und kam innerhalb kurzer Zeit zu Plattenverträgen in England und USA bei Good Years und Harvest Records. Im September 2013 erschien die EP London, die es in den US-Heatseeker-Charts auf Platz 6 brachte. Außerdem ging sie mit The Weeknd als Support auf Tour. Weitere Bekanntheit brachte ihr die Verwendung ihres Songs Waiting Game in einem Werbespot der Modemarke Victoria’s Secret. Anfang 2014 wurde sie von der BBC auf Platz 3 ihrer Sound-of-Prognose der vielversprechendsten Musiker für das bevorstehende Jahr gewählt. Der Song Waiting Game kam daraufhin in die erweiterten Top 100 der britischen Charts.
Während sie an ihrem Debütalbum arbeitete, absolvierte Banks im Frühjahr 2014 eine Englandtour und trat unter anderem bei namhaften Festivals wie Coachella und Bonnaroo auf. Vor Veröffentlichung des Albums erschien vorab die Single Beggin for Thread, die in Deutschland ein Achtungserfolg wurde. Das Album mit dem Titel Goddess erschien Anfang September und erreichte unter anderem in Deutschland, Großbritannien und Australien die Top 20. Ende September 2016 erschien ihr zweites Album mit dem Titel The Altar.
Mitte Juli 2019 erschien ihr drittes Album mit dem Titel III. An der Produktion von 10 der 13 Titel war BJ Burton beteiligt. Dabei verwendete er unter anderem einen Harmonizer für dessen Etablierung auf dem Album 22, A Million von Bon Iver er mitverantwortlich war. Prägend ist auch der Verzerrungseffekt, den er zuvor prominent auf dem Album Double Negative von Low einsetzte. Auf III werden etwa Erfahrungen nach zum Scheitern verurteilten Beziehungen sowie Gaslighting und Sexualisierung in der Musikindustrie thematisiert. Noah Yoo mutmaßt auf Pitchfork Media, dass der nachlassende Hype Banks die Möglichkeit gegeben hat, größere kreative Risiken einzugehen und vergibt 6,5 Punkte.
Drei Jahre später folgte ihr viertes Album mit dem Namen Serpentina. Im Februar 2025 erschien ihr fünftes Album Off With Her Head.
Ihre Musik wird als eine Mischung aus Indie-Electropop und R&B beschrieben.

## Diskografie
Alben
- 2014: Goddess
- 2016: The Altar
- 2019: III
- 2022: Serpentina
- 2025: Off with Her Head

EPs
- 2013: Fall Over
- 2013: London
- 2020: Live and Stripped

Lieder
- 2013: Before I Ever Met You
- 2013: Warm Water
- 2013: Waiting Game (US: Gold)
- 2014: Brain
- 2014: Drowning
- 2014: Beggin for Thread (US: Platin)
- 2015: Better
- 2015: 1998 (Chet Faker feat. Banks)
- 2016: Fuck with Myself
- 2016: Gemini Feed
- 2016: Mind Games
- 2016: To the Hilt
- 2017: Crowded Places
- 2017: Underdog
- 2019: Gimme
- 2019: Contaminated
- 2021: The Devil
- 2021: Skinnydipped
- 2022: Holding Back
- 2022: I Still Love You
- 2022: Meteorite
- 2022: Deadend

## Auszeichnungen für Musikverkäufe
| Goldene Schallplatte - Neuseeland - 2019: für die Single 1998 - 2024: für das Album Goddess |

Anmerkung: Auszeichnungen in Ländern aus den Charttabellen bzw. Chartboxen sind in ebendiesen zu finden.
| Land/RegionAuszeichnungen für Musikverkäufe (Land/Region, Auszeichnungen, Verkäufe, Quellen) | Silber  | Gold     | Platin  | Verkäufe  | Quellen              |
| -------------------------------------------------------------------------------------------- | ------- | -------- | ------- | --------- | -------------------- |
| Neuseeland (RMNZ)                                                                            | —       | 2× Gold2 | —       | 22.500    | radioscope.co.nz NZ2 |
| Vereinigte Staaten (RIAA)                                                                    | —       | 2× Gold2 | Platin1 | 2.000.000 | riaa.com             |
| Vereinigtes Königreich (BPI)                                                                 | Silber1 | —        | —       | 60.000    | bpi.co.uk            |
| Insgesamt                                                                                    | Silber1 | 4× Gold4 | Platin1 |           |                      |